# Ribeira do Cabo do Raminho
A Ribeira do Cabo do Raminho é um curso de água português, localizado na freguesia açoriana do Raminho, concelho de Angra do Heroísmo, ilha Terceira, arquipélago dos Açores.
Este curso de água geograficamente localizado no extremo Oeste-noroeste da ilha Terceira tem a sua origem nos contrafortes do vulcão que deu origem à Serra de Santa Bárbara, a maior formação geológica da ilha Terceira que se eleva a 1021 metros acima do nível do mar e faz parte de bacia hidrográfica gerada pela própria montanha.